# جيف توماس (لاعب كريكت)
جيف توماس (19 أكتوبر 1971 في أستراليا - )  (بالإنجليزية: Jeff Thomas)‏ هو لاعب كريكت أسترالي. لعب مع فريق كوينسلاند للكريكت ‏.

## وصلات خارجية
- جيف توماس (لاعب كريكت) على موقع إي آس بي آن كريك إنفو (الإنجليزية)